# Luciano Iturrino
Luciano Iturrino Zenekorta (Mutriku, 4 novembre 1963) è un ex calciatore spagnolo.

## Carriera
Cresciuto nella Real Sociedad, debutta con la squadra riserve nella stagione 1983-1984. L'anno successivo esordisce con la prima squadra in Primera División spagnola, rimanendovi per quattro stagioni.
Nell'estate 1989 viene acquistato dall'Athletic Bilbao, con cui disputa due stagioni, al termine delle quali passa al Logronés, sempre nel massimo campionato spagnolo.
Dopo tre anni ritorna per una stagione alla Real Sociedad, al termine della quale viene acquistato dal Salamanca, con cui prima retrocede nella Segunda División spagnola, e l'anno successivo conquista la promozione nella Liga.
Scende quindi nelle categorie inferiori per terminare la carriera nel 2001.
Conta inoltre una presenza con la Selezione di calcio dei Paesi Baschi.
Essendo rimasto molto legato alla dirigenza dell'Athletic Club, dal 2008 ritorna nella società ricoprendo il ruolo di allenatore delle giovanili, precisamente della categoria Infantil.

## Palmarès

### Club

#### Competizioni nazionali
- Coppa di Spagna: 1

Real Sociedad: 1986-1987